# جمجوم فارما
جمجوم فارما؛ للصناعات الدوائية ظهرت باعتبارها واحدة من شركات تصنيع وإنتاج الأدوية الرائدة في المملكة العربية السعودية انطلقت منذ عام 2000م في صناعة الأدوية الطبية نمت في السنوات الأخيرة حتى بلغت مرافقها الشرق الاوسط ودول الخليج العربي ودول أخرى، وتقع مرافق التصنيع والمكتب الرئيسي في مدينة جدة في المملكة العربية السعودية.